# Arne Holmberg
Arne Holmberg, född 7 juli 1889, död 16 april 1966, var en svensk biblioteksman.
Holmberg blev filosofie doktor i Uppsala 1913 med avhandingen Studien zur Terminologie und Technologie der rhetorischen Beweisführung bei lateinischen Schriftstellern. Han var andre bibliotekarie vid Uppsala universitetsbibliotek 1918-27, förste bibliotekarie vid Stockholms stadsbibliotek 1927-29, blev bibliotekarie vid Karolinska institutet 1920 och Vetenskapsakademins bibliotek 1929. Han utgav Bibliografi över J. J. Berzelius i två band 1933-1936.